# Durfort (Ariège)
Durfort település Franciaországban, Ariège megyében. Lakosainak száma 185 fő (2022. január 1.). Durfort Artigat, Brie, Esplas, Le Fossat, Justiniac, Saint-Martin-d’Oydes, Villeneuve-du-Latou és Marliac községekkel határos.

## Népesség
A település népességének változása:
| Lakosok száma | 167  | 120  | 111  | 169  | 155  | 146  | 146  | 171  | 184  | 185  |
|               | 1968 | 1982 | 1990 | 2006 | 2013 | 2015 | 2017 | 2019 | 2020 | 2022 |